# Transportes Galtanegra
Transportes Galtanegra fue una empresa de autobuses española que tuvo servicio grande parte del siglo XX cuando la empresa Hispano Manresana cerró. Fue creada en 1922 por el solsoní Isidre Guitart (quién hizo construir el "Hotel Sant Roc" en Solsona). Sus vehículos se caracterizaban por su color rojo, un color que se mantuvo hasta la absorción por parte de la Compañía General de Auto Transporte S.A. (ATSA).
Durante los años 20 y 30 se tramitaron todas las líneas de autobuses que tenían destino sobre todo a la Cataluña Central, en ciudades como Berga o Solsona. Primero se tramitó la de Manresa-Solsona, después la de Manresa-Vic y en 1929 la de Solsona-Berga, también se crea una de Manresa en Prats de Lluçanès.
En tiempo de la guerra civil se tuvo que paralizar puesto que los vehículos fueron requisados para usarlos a la guerra. Cuando acabó la guerra civil se tuvo que empezar de nuevo, con fuerzas carencias de material. El año 1955 se dan concesiones a la empresa para poder hacer rutas para Solsona, Berga o Vic, y en 1966 alguna más. 
A la década de los años 80 pasa a manso de la empresa ATSA. Las líneas que pasan de Galtanegra a A.T.S.A. son las siguientes:
- Manresa a St. Fruitós, Artés, Aviñón, St. Feliu Sasserra y Prats de Lluçanès.
- Manresa a St. Fruitós, Artés, Aviñó y Sta. Maria de Oló.
- Manresa a St. Fruitós, Artés, Calderos, Moià, Collsuspina, Tona y Vic.
- Manresa a St. Fruitós, Artés, Calderos y Monistrol de Calders.
- Manresa a St. Fruitós, Torroella de Baix, Canadell, Calders y Monistrol de C.
- Manresa en Callús, Suria, Cardona, Clariana de Cardener y Solsona.
- Sant mateu de Bages en Callús.
- Artés en Aviñón, Sta. Maria de Oló, Sta. Eulària de Riupremier, Sentfores y Vic.
- St. Quirze de Besora en Perafita y Prats de Lluçanès.
- Alpens a St. Agustí de Lluçanès y St. Quirze de Besora.
- Circunvalació Prats de L., Lluçà, Sta. Eulàlia de Puig-oriol, St. Martí y Prats.